# Poštovní muzeum Praha
Poštovní muzeum Praha bylo založeno koncem roku 1918 a má celostátní význam. Sídlí v historickém domě takzvaného Vávrova mlýna čp. 1239/II u Štefánikova mostu, na adrese Nové mlýny 2, Praha 1. 
Nejbližší stanice metra trasy B je Náměstí republiky, zastávky tramvají v Revoluční. Muzeum má od roku 1976 velkou pobočku s kočárovnou v areaálu kláštera ve Vyšším Brodě.

## Poslání muzea
Muzeum se zabývá studiem a prezentací dějin a vývoje spojů na území České republiky (dříve celého Československa). Odborně a soustavně sbírá, ošetřuje a uchovává doklady o historickém vývoji poštovnictví, známkové tvorby, telekomunikací a radiokomunikací.

## Historie

### Od založení do začátku 30. let 20. století

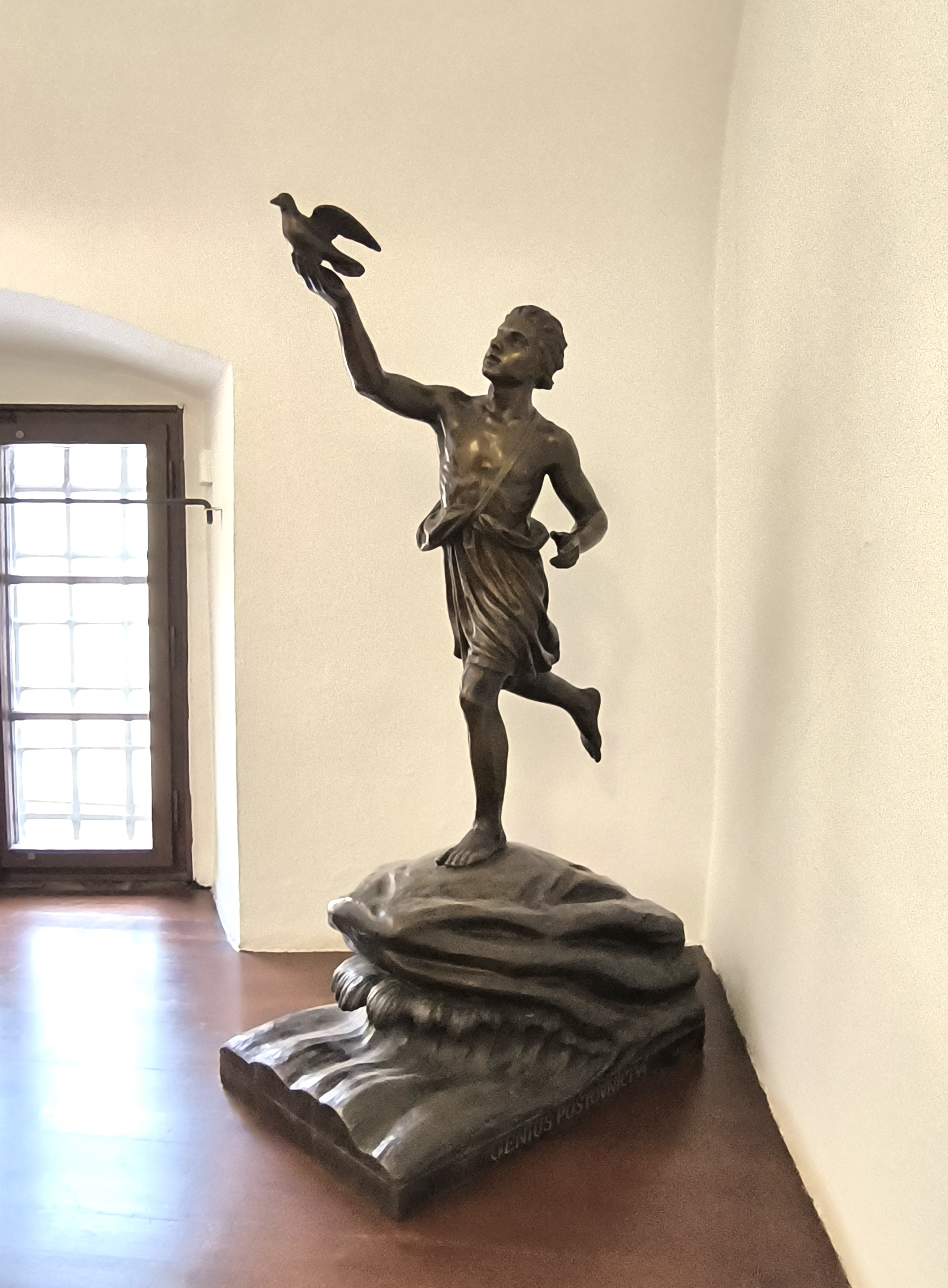
Čeněk Vosmík: Sousoší Génius poštovnictví, dřevořezba, Praha 1928

Muzeum bylo založeno Ministerstvem pošt a telegrafů nedlouho po vzniku ČSR, a to 18. prosince 1918, tedy ve stejný den, kdy byly vydány první poštovní známky Československa. Prvních deset let bylo věnováno sběratelské činnosti. V roce 1928 byla otevřena první expozice v přízemí pražského Karolina, nicméně zdejší prostory patřící Karlově univerzitě byly pro muzeum nedostatečné.

### V Holečkově ulici na Smíchově
Klášter svatého Gabriela je bývalý řeholní dům benediktinek beuronské kongregace v Praze na Smíchově, v sousedství zahrady Kinských v Holečkově ulici. Stát v tomto areálu zřídil Poštovní úřad šekový, v roce 1930 přejmenovaný na Poštovní spořitelnu, ta zde sídlila do roku 1931, kdy se přestěhovala na Václavské náměstí. Prostory v části zrušeného kláštera sv. Gabriela poté připadly Poštovnímu muzeu, které sem přestěhovalo své muzejní sbírky a v únoru 1932 zde otevřelo rozsáhlou expozici přístupnou pro veřejnost; v areálu vznikl též archiv, knihovna, depozitáře a kanceláře Poštovního muzea. Během druhé světové války bylo muzeum řadu měsíců uzavřeno a jeho sbírky byly ukryty v různých sklepeních.

### Po 2. světové válce
V květnu 1945 došlo opět k otevření muzea. Od té doby bylo postupně likvidováno jedno oddělení za druhým, nakonec zbylo jen oddělení filatelie. Po roce 1950 došlo k omezení některých expozic s náplní poštovnictví ve prospěch filatelie.
Hledání vhodných prostor pro muzeum v Praze ani ve Středočeském kraji nevedlo k cíli, zkrachovala jednání i ohledně prostor v Hrádku u Nechanic. Kolem roku 1967 došlo k dohodě o umístění exponátů v areálu Vyšebrodského kláštera. Projekt pocházel z dílny architektů Jaroslava Škardy a Bohumila Böhma a počítal s dokončením stavební asanace klášterních místností a s finanční podporou 2 miliony korun ročně od Jihočeského střediska památkové péče a ochrany přírody. Hlavní správa poštovního muzea s administrací a technickými silami měla nadále zůstat v Praze.

### Ve Vyšším Brodě
Další část sbírek byla nakonec umístěna do hospodářské budovy zrestaurovaného opatství Státního kláštera ve Vyšším Brodě (bývalý cisterciácký klášter), kde byla v roce 1976 zpřístupněna expozice dějin poštovnictví. Vyšebrodský klášter umožnil její zachování ve svých prostorách i poté, co byl po pádu komunistického režimu obnoven.

### Ve Vávrově mlýně
V Praze se podařilo koncem 80. let 20. století přestěhovat muzeum do zrestaurovaných prostor Vávrova mlýna na nároží ulice Nové mlýny a nábřeží Ludvíka Svobody v Praze. Tehdy bylo muzeum řízeno metodicky federálním ministerstvem spojů, vlastní řízení bylo v náplni Ředitelství pošt Praha. V nových prostorách bylo muzeum otevřeno slavnostně v roce 1988. Po roce 1990 byly sbírky rozděleny na českou a slovenskou část. Nynější adresa je Poštovní muzeum, Nové mlýny 2, Praha 1.

## Exponáty pro veřejnost, badatelna, knihovna, mapový archiv
V muzeu mohou návštěvníci vidět stálou výběrovou expozici poštovních známek z našich zemí, také vzácné a zajímavé filatelistické materiály ze zahraničí, dále předměty technického vybavení a zařízení historických poštovních a telegrafních úřadů, obrazové materiály k dějinám poštovní dopravy a drobné užitkové předměty. 
Konají se zde příležitostné výstavy zaměřené na určitá období či oblasti poštovnictví a filatelie, na výtvarné návrhy poštovních známek. 
V budově je badatelna a oborová knihovna. Otevřeno je denně mimo pondělí.
Sbírka map představuje důležitý doklad o dějinách dopravy a poštovnictví.

## Spolupráce s institucemi
Muzeum je začleněno jednak do Asociace muzeí a galerií České republiky, ale i do celé řady mezinárodních institucí.

## Památková ochrana budov muzea

### Poštovní muzeum Praha
Budova muzea, tzv. Vávrův mlýn,  na adrese Nové mlýny 2, Praha 1  je kulturní památka, součást Pražské památkové rezervace. Památka je bývalým obytným barokním domem ze 17. století, který byl adaptován pro mlynáře Vávru (stavba vodního mlýna na Vltavě se nedochovala). Při této příležitosti vyzdobil čtyři salonky v 1. patře nástěnnými malbami Josef Navrátil; salonky byly vybaveny zčásti dochovaným biedermeierovým nábytkem z 2. čtvrtiny 19. století. Objekt byl v letech 1986 až 1988 rekonstruován pro potřebu muzea. Budova není bezbariérová.

### Poštovní muzeum Praha, pobočka Vyšší Brod
Pobočka muzea na adrese Klášter 136, 382 73 Vyšší Brod, sídlí v areálu národní kulturní památky klášter cisterciáků Vyšší Brod.

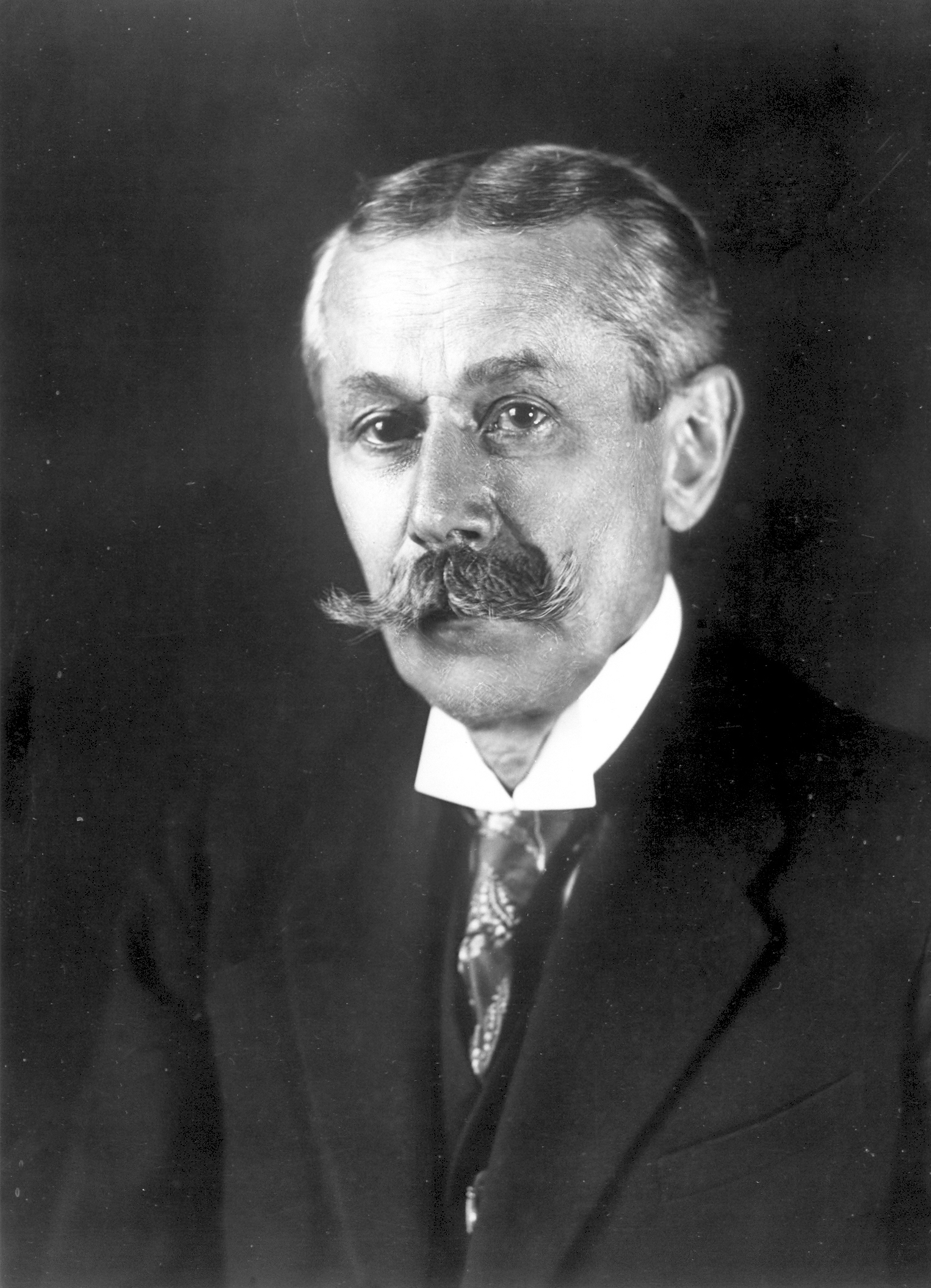
Václav Dragoun (1928)

## Ředitelé Poštovního muzea

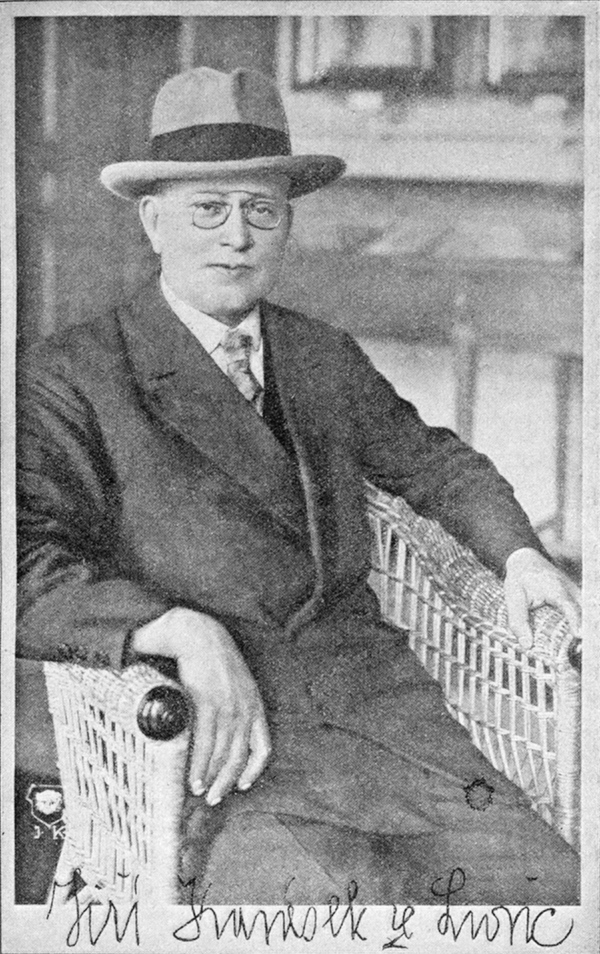
Jiří Karasek ze Lvovic (1930)

V historii Poštovního muzea se vystřídalo více osobností, název funkce se též měnil. V závorce je uvedena doba výkonu funkce:
- Václav Dragoun (18. 12. 1918 — 1925), ředitel, vrchní poštovní oficiál; jeden z iniciátorů vzniku Poštovního muzea a první ředitel
- Jiří Karásek ze Lvovic (1926 — 4. 2. 1933), ředitel, poštovní inspektor; literát, za jeho vedení vznikla první stálá expozice v Karolinu (1928)
- Alois Lustig (5. 2. 1933 — květen 1945), ředitel, vrch. pošt. tajemník
- Václav Čuban (květen 1945 — prosinec 1951), vedoucí, pošt. ředitel
- Karel Ujec (prosinec 1951 — 1952), pověřen dočasným vedením
- Miroslav Hušek (1952 — 31. 3. 1954), pověřen dočasným vedením
- Miroslav Hušek (1. 4. 1954 — srpen 1964) (†), vedoucí
- Miroslava Janotová (srpen 1964 — 1. 4. 1965), pověřena dočasným vedením
- Karel Adler (9. 4. 1965 — 31. 12. 1970), vedoucí
- Miroslava Janotová (1. 1. 1971 — 8. 1. 1977), vedoucí
- Pavel Čtvrtník (10. 1. 1977 — 27. 9. 2007), vedoucí, od 1. 1. 1993 ředitel; nejdéle sloužící ředitel Poštovního muzea, autor odborných publikací. Za jeho vedení se Poštovní muzeum přestěhovalo do Vávrova mlýna a muselo vyřešit i důsledky povodně v roce 2002
- Jan Galuška (1. 10. 2007 — 31. 12. 2013), ředitel
- Alena Reichová (1. 9. 2008 — 31. 5. 2009), pověřena dočasným vedením
- Jan Novotný (1. 11. 2013 — 9. 6. 2016), ředitel (1. 11.- 31. 12. 2013 spolu s Janem Galuškou)
- Jan Kramář (10. 6. 2016 — 30. 9. 2016), pověřen dočasným vedením
- Jiří Střecha (1. 10. 2016 — dosud), ředitel

## Galerie

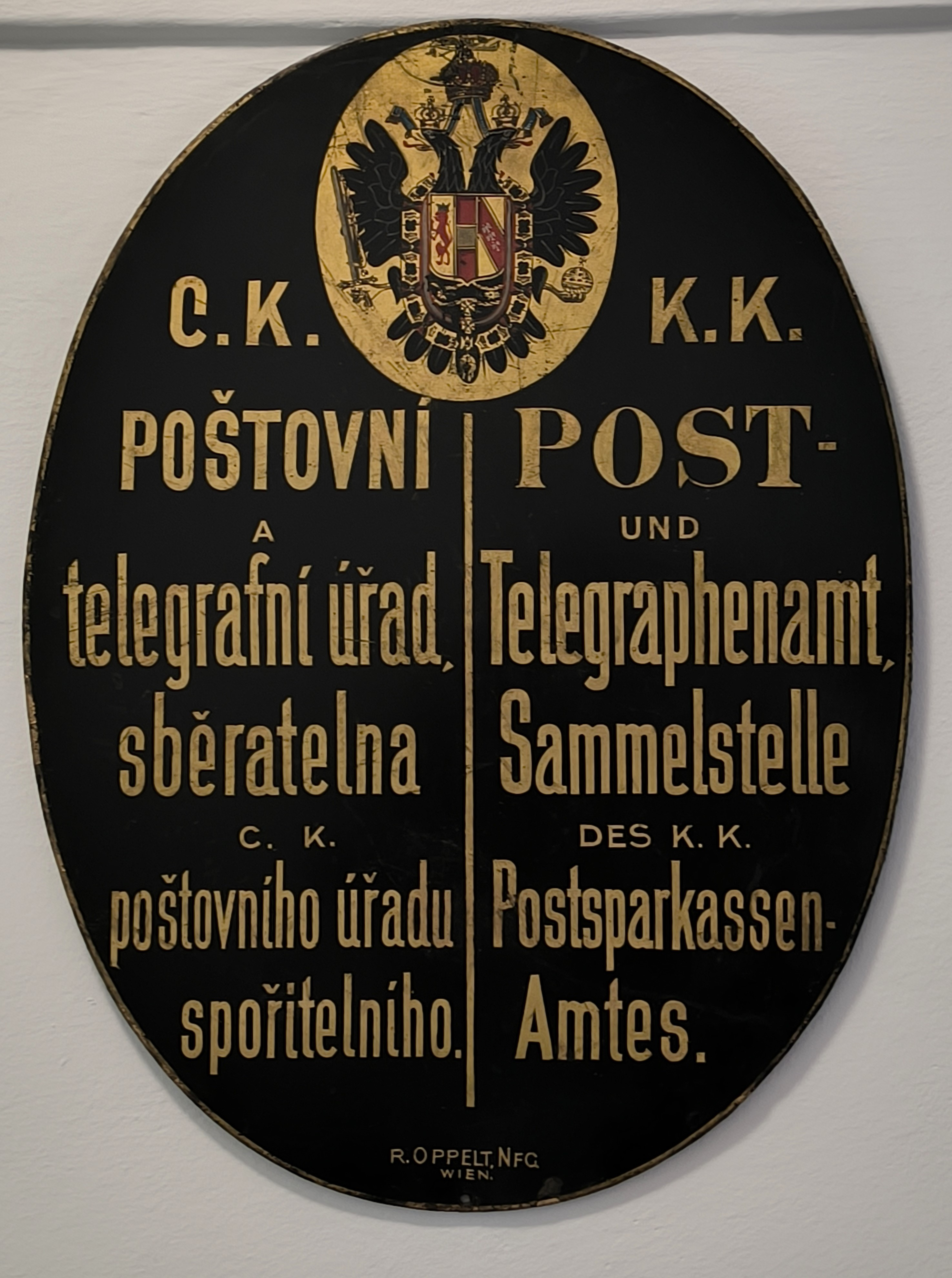
Vývěsní cedule pošty, po 1880
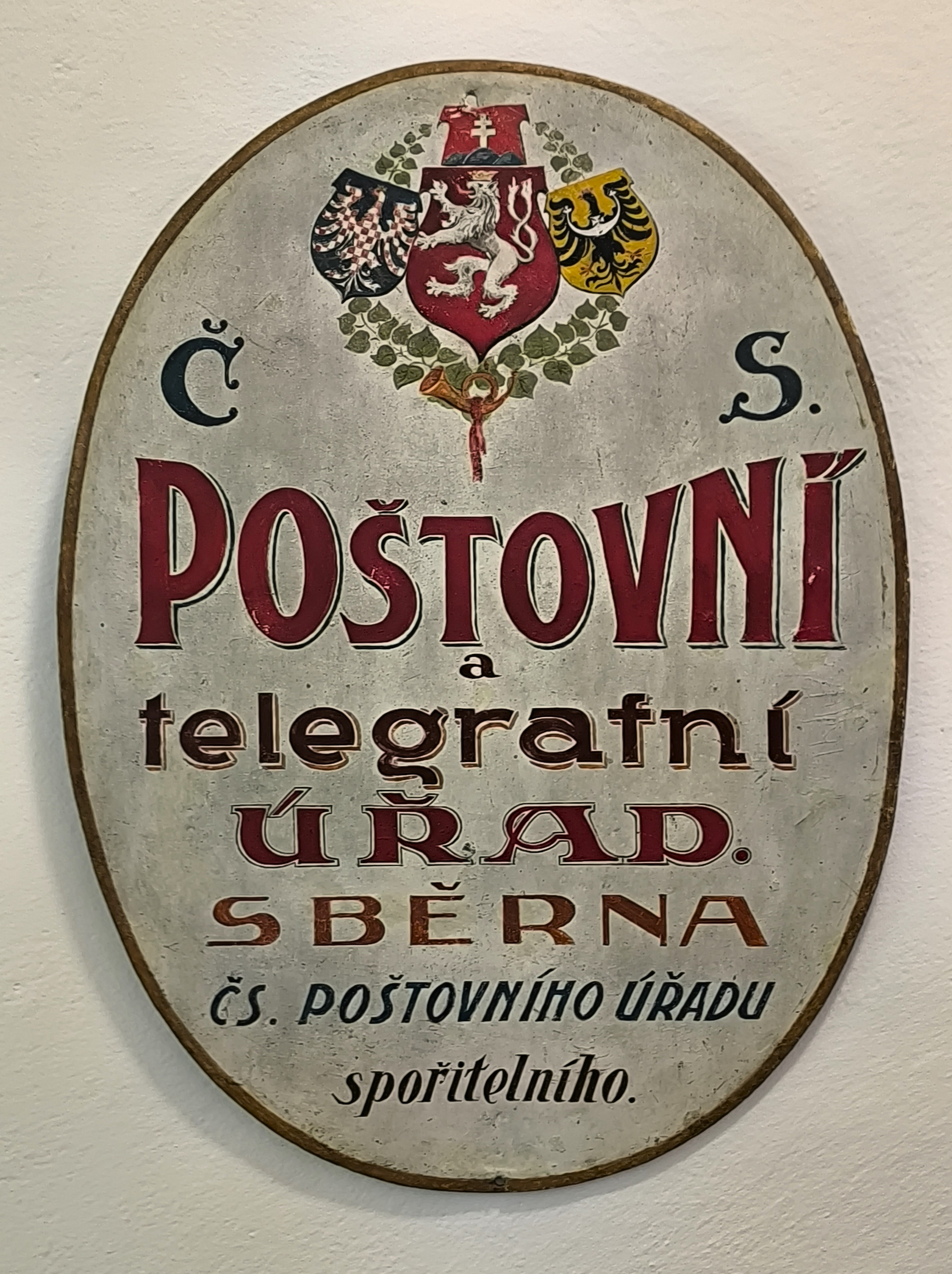
Vývěsní cedule pošty, po 1920
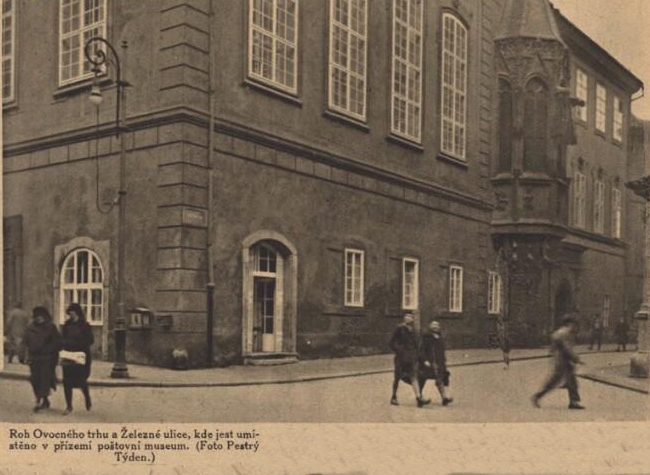
Poštovní muzeum v Karolinu 1928, fotografie
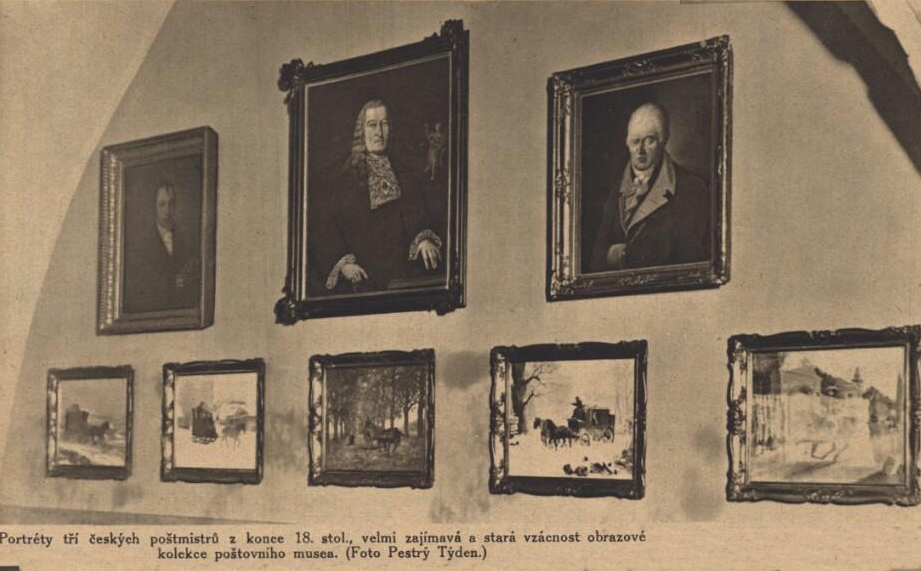
Poštovní muzeum v Karolinu 1928, expozice obrazů